# Tautoneura incisa
Tautoneura incisa är en insektsart som beskrevs av Irena Dworakowska 1980. Tautoneura incisa ingår i släktet Tautoneura och familjen dvärgstritar. Inga underarter finns listade i Catalogue of Life.